# Пласенте, Диего
Диего Родольфо Пласенте (исп. Diego Rodolfo Placente; род. 24 апреля 1977, Буэнос-Айрес) — аргентинский футболист, защитник. Участник чемпионата мира 2002 года в составе сборной Аргентины.

## Карьера
Профессиональную карьеру начал в 1996 году в «Архентинос Хуниорс». В 1997 году перешёл в «Ривер Плейт». Отыграв 4 года в аргентинском клубе, в 2001 году перешёл в немецкий «Байер 04», в котором играл вплоть до окончания контракта в 2005 году. Впоследствии отклонил предложение от английского «Эвертона» и присоединился к «Сельте». В это время Байер дошёл до финала Лиги Чемпионов, где уступил «Реал Мадриду».
В 2008 году вернулся на родину в Аргентину, где присоединился к «Сан-Лоренсо де Альмагро». В летнее трансферное окно перешёл во французский «Бордо», подписав двухлетний контракт. После окончания контракта свободным трансфером вернулся в «Сан-Лоренсо де Альмагро».

## Достижения
«Ривер Плейт»
- Чемпион Аргентины (3): Апертура 1998, Клаусура 2000, Апертура 2000
- Обладатель Суперкубока Либертадорес: 1997

«Байер 04»
- Вице-чемпион Германии: 2001/02
- Финалист Кубка Германии: 2001/02
- Финалист Лиги чемпионов: 2001/02

«Бордо»
- Чемпион Франции: 2008/09
- Обладатель Кубка Французской лиги: 2008/09

«Насьональ»
- Чемпион Уругвая: 2011/12

Аргентина
- Чемпион мира среди молодёжных команд: 1997
- Участник Чемпионата мира: 2002